# Patrick Karegeya
Patrick Karegeya (né à Mbarara en Ouganda en 1960, mort le 1er janvier 2014 à Johannesburg en Afrique du Sud), est un rebelle, militaire et chef des renseignements ougandais et rwandais.

## Biographie
Ses parents sont des réfugiés rwandais en Ouganda. En 1982 il obtient une licence en droit à l'université Makerere en Ouganda. Membre de l'Armée de résistance nationale durant la Guerre de brousse ougandaise (1981-86), il est arrêté cette même année, inculpé pour trahison, et passe les trois années suivantes en prison. Il rejoint par la suite à nouveau le mouvement, qui se solde avec succès par l'arrivée au pouvoir du Président Yoweri Museveni en 1986.
Karegeya est vice-directeur du contrespionnage dans les services de renseignement militaires du nouveau gouvernement ougandais (directoire du renseignement militaire, Directorate of Military Intelligence). Il participe à la préparation de l'invasion du Rwanda, alors gouverné par Juvénal Habyarimana, par les forces conjointes du Front patriotique rwandais et de l'armée ougandaise. À cette date, Karegeya est l'allié de Paul Kagame, et devient directeur général des services de renseignements extérieurs de l'Armée patriotique rwandaise en 1994, lorsque le Front patriotique rwandais prend le pouvoir à la suite du génocide des Tutsis, Hutus moderés et Twas au Rwanda. À ce titre, il coordonne notamment les activités de renseignement rwandais durant la Deuxième guerre du Congo (1998-2003), l'une des guerres les plus meurtrières du vingtième siècle. Il conserve ce poste jusqu'en 2004, où il devient porte-parole des forces armées rwandaises, avant d'être arrêté, accusé d'insubordination et de désertion, et emprisonné. Il est destitué de son grade de colonel en 2006.
Il parvient à fuir le Rwanda en 2007, et obtient l'asile politique en Afrique du Sud, d'où il dénonce Kagame, devenu à ses yeux un dictateur. Le gouvernement Kagame l'accuse d'avoir orchestré un attentat à la grenade à Kigali en 2010, ce que Karegeya dément ; il affirme pour sa part savoir avec certitude que Kagame a orchestré l'assassinat de plusieurs opposants politiques. En juillet 2013, Karegeya affirme pouvoir prouver que Kagame était impliqué dans l'assassinat du président rwandais Juvénal Habyarimana en 1994 - assassinat qui avait été un élément déclencheur du génocide au Rwanda. Le président Kagame accuse pour sa part Karegeya d'être au service du renseignement militaire sud-africain.
Début 2014, il prévoit de prendre part à un meeting du Congrès national rwandais (en) (CNR), parti d'opposition à Kagame, à Johannesburg. Peu avant la tenue de cette réunion, il est retrouvé étranglé dans sa chambre d'hôtel, l'après-midi du 1er janvier. La police sud-africaine ouvre une enquête pour meurtre, tandis que le CNR affirme qu'il a été assassiné par le gouvernement Kagame. Ce meurtre s'inscrit dans la continuité de plusieurs assassinats ou disparitions de personnalités opposées au gouvernement Kagame, et fait suite à deux tentatives d'assassinat à l'encontre du dissident rwandais Faustin Kayumba Nyamwasa en Afrique du Sud.
Début janvier, le président Kagame affirme que la « trahison » a des « conséquences », remarques que la communauté internationale interprète comme une référence au meurtre de Karegeya. Le ministre rwandais de la Défense, le général James Kabarebe, affirme que Karegeya avait « choisi d'être un chien » et était donc naturellement « mort comme un chien ». La BBC interroge à ce sujet le haut commissaire rwandais au Royaume-Uni, Williams Nkurunziza, qui affirme que Karegeya avait été un traître et un « ennemi de l'État », et que les remarques du président s'appliquaient à tous les traîtres ; il ajoute : « Toute personne qui menace la vie du pays et les vies des quelque onze millions de personnes qui vivent dans le pays doit répondre de ses actes » ; « si vous menacez l'État, l'État a le droit de se défendre ».
Par la suite, selon une enquête de la journaliste britannique Michela Wrong, les assassins rwandais de Patrick Karegeya sont identifiés par la police sud-africaine, mais « la justice sud-africaine renonce à les poursuivre et à les juger », et « assume ce renoncement ». Elle soutient que la police sud-africaine savait qu’il y avait des liens entre les assassins et le gouvernement de Kigali.